# 碧南火力発電所

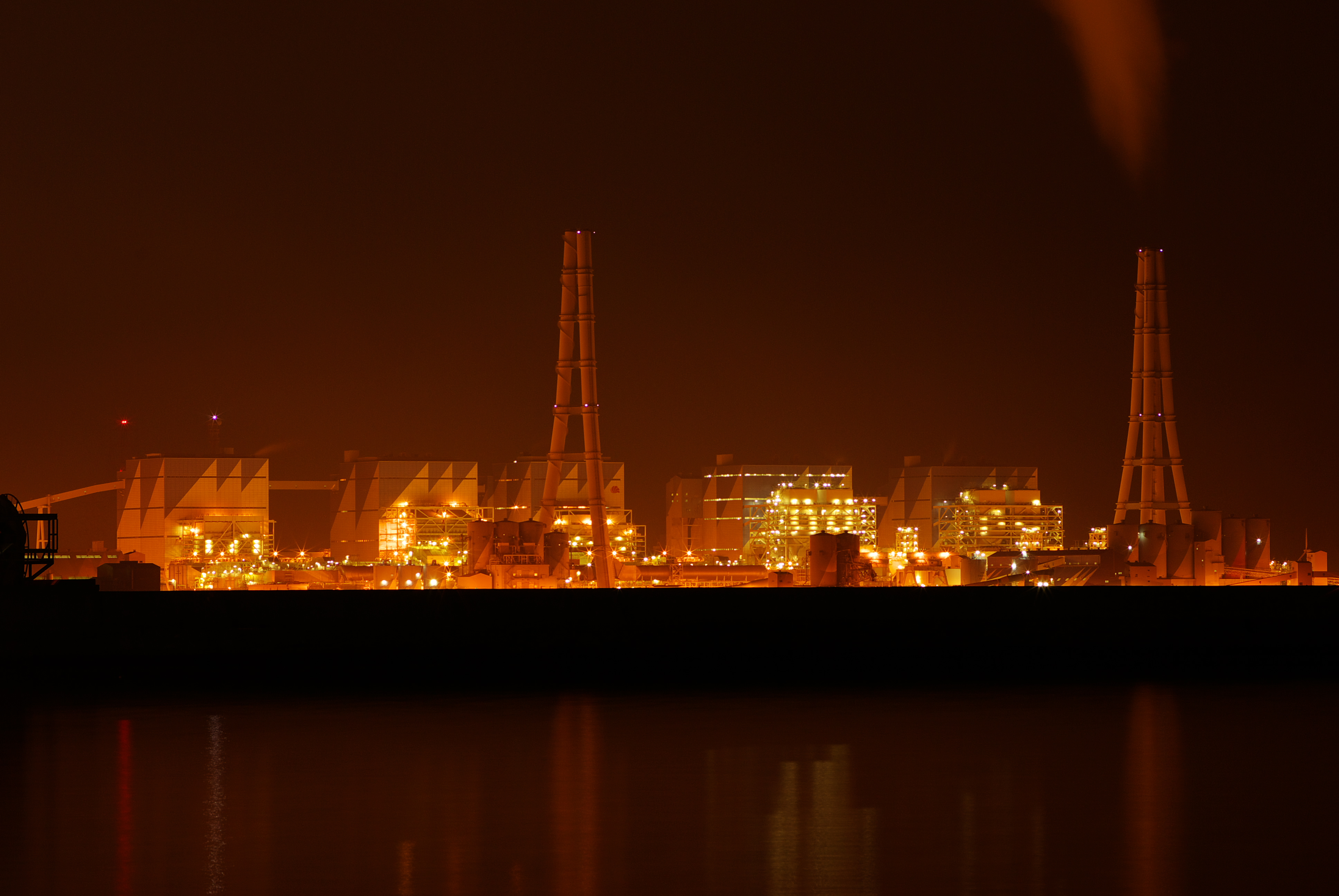
夜の碧南火力発電所

碧南火力発電所（へきなん かりょくはつでんしょ）は、愛知県碧南市港南町2-8-2にあるJERAの石炭火力発電所である。高さは200m。

## 概要
重要港湾である衣浦港の東岸に位置する。同港の対岸には武豊火力発電所が立地している。1991年（平成3年）10月に1号機が運転を開始し、2002年（平成14年）までに5号機まで建設された。
3号機は日本で初めて超々臨界圧のボイラーおよび蒸気タービンを採用し、主蒸気温度538℃、再熱蒸気温度593℃、主蒸気圧力24.1MPaである。4、5号機の出力は国内最大規模の100万kWであり、2011年（平成23年）現在、石炭火力としては国内最大、世界でも最大級の火力発電所である。
2018年（平成30年）時点での二酸化炭素の推定排出量は2,664万トン、相対排出量はkWhあたり1.394kgと推定されており、全世界で最も炭素汚染が大きい10箇所の石炭火力の発電所の1つとなっている。
2019年（平成31年）4月、中部電力からJERAに移管された。
2021年（令和3年）、JERAは新エネルギー・産業技術総合開発機構に石炭とアンモニアの混焼事業への助成を申請、採択された。同年度から設計や工事に着手し、2024年（令和6年）度に4号機を使って混焼が行われる予定であったが、2023年（令和5年）度に前倒しされた。

## 発電設備
- 総出力：410万kW[5]
- 敷地面積：約160万m2

| ユニット | 燃料 | 種類         | 定格出力 | 営業運転開始   | 状態   | 蒸気条件                           | 熱効率（低位発熱量基準） |
| 1号機    | 石炭 | 蒸気タービン | 700 MW   | 1991年10月18日 | 運転中 | 超臨界圧（Super Critical）         | 43%                      |
| 2号機    | 石炭 | 蒸気タービン | 700 MW   | 1992年6月12日  | 運転中 | 超臨界圧                           | 43%                      |
| 3号機    | 石炭 | 蒸気タービン | 700 MW   | 1993年4月22日  | 運転中 | 超々臨界圧（Ultra Super Critical） | 44%                      |
| 4号機    | 石炭 | 蒸気タービン | 1000 MW  | 2001年11月     | 運転中 | 超々臨界圧                         | 44%                      |
| 5号機    | 石炭 | 蒸気タービン | 1000 MW  | 2002年11月     | 運転中 | 超々臨界圧                         | 44%                      |

## 環境への取り組み
当発電所では年間約100万tの石炭灰が発生するが、石炭灰の持つ細粒かつ軽量で強度を増すという特性を活かし、回収した粒子をフライアッシュ（コンクリートの流動性向上）やクリンカアッシュ（保水性、排水性、通気性に優れる）として成分が類似しているセメントの粘土原料の代替として利用されている。
また、公害防止のため排気に含まれる硫黄酸化物の除去には発電所内の脱硫装置において炭酸カルシウムが使用されるが、その副産物として硫黄分を吸収し発生した石膏は脱硫石膏と呼ばれセメントの原料として有効活用されている。これらは、本来産業廃棄物として扱われるものであるが、埋め立て処分の要地が逼迫していることや、資源循環の観点から大部分が太平洋セメント藤原工場で資源として再利用されている。
これらの輸送には、大量輸送が可能で環境負荷が低く、加えて周辺地域の交通への影響を回避できるというメリットがある鉄道輸送が用いられている。この輸送では、往路は太平洋セメント藤原工場で生産された炭酸カルシウムを専用の貨車（JR貨物ホキ1100形貨車）に積載し、三岐鉄道三岐線 東藤原駅からJR線を経由して発電所至近の衣浦臨海鉄道碧南線 碧南市駅へ輸送する。復路では発電所で発生したフライアッシュを衣浦臨海鉄道碧南線 碧南市駅からセメント工場至近の三岐鉄道三岐線 東藤原駅へ輸送するという循環輸送である。
この取り組みは国内では珍しいが、ここでは1990年（平成2年）より行われている。

## 隣接施設
- へきなんたんトピア
- 碧南海釣り広場 - 火力発電所の北川の放水口付近の護岸が釣り広場として無料で一般開放されている。転落防止用の高さのある柵が設置されているので、子供連れでも安心して釣りを楽しむことができる。温排水が放水されているので、魚が多く集まり、年中釣りが楽しめる。無料の駐車場、トイレ、遊具のある小さな公園が整備されており、サビキ釣り、ちょい投げ釣りなどでイワシ、サッパ、コノシロ、ハゼ、クロダイ、アイナメ、セイゴなどが釣れる[8]。
- 衣浦東部浄化センター